# Мартиниш Рубенис
Мартиниш Рубенис (на латвийски: Mārtiņš Rubenis) е латвийски състезател по шейна, който се е състезава в периода 1998 – 2014 г. Той печели бронзов медал в състезанието за мъже на сингъл на Зимните олимпийски игри през 2006 г. в Торино, ставайки първият от Латвия спечелил медал на зимните олимпийски игри и единственият от Латвия на зимните олимпийски игри 2006 г., след което е избран за латвийски спортист на годината за 2006 г. Той печели втория си бронзов медал на зимните олимпийски игри през 2014 г. в Сочи в отборната щафета. Като цяло той участва в пет олимпийски игри.
Рубенис също печели златния медал на Световното първенство за юноши през 1998 г., както и сребърните и бронзовите медали на Световното първенство през 2003 г. и 2004 г. Също така спечели три медала в състезанието Team Relay на европейското първенство по сана със злато през 2008 и 2010 г. и бронз през 2006 г.
Рубенис се пенсионира след зимните олимпийски игри през 2014 г. Той обявява оттеглянето си след състезанието при мъжете, в което завърши 10-и, но няколко дни по-късно Рубенис спечели бронзов медал като част от отбора на Латвия. В резултат на това той и съотборниците му в щафетния отбор са представени на възпоменателен печат, издаден от „Latvijas Pasts“. След пенсионирането си той е назначен за треньор на латвийския национален отбор по санен спорт и допълнително използва уменията си като машинен инженер, за да проектира шейни за отбора, след като вече е направил свои собствени шейни, докато се състезава. Той също така стана член на латвийския олимпийски комитет, преди това служи като представител на спортиста в Международната федерация по санен спорт.
Той е практикуващ Фалун Гонг от 2005 г.